# Filmfare Awards (1994)
39-я церемония награждения Filmfare Awards прошла в городе Бомбей 13 февраля 1994 года. На ней были отмечены лучшие киноработы на хинди, вышедшие в прокат до конца 1993 года. На этой церемонии была впервые вручена Filmfare Award за лучшую постановку боевых сцен.
Лауреатами премии имени Раджа Капура за вклад в кинематограф стали актёр Дилип Кумар и закадровая певица Лата Мангешкар.

## Список лауреатов и номинантов
Лауреаты премии в игровых и музыкальных категориях выделены полужирным шрифтом на золотом фоне, а также, по возможности, представлены фотографиями.

### Основные премии
| Категории                            | Фото лауреатов      | Лауреаты и номинанты                                                              | Фильмы                                                | Роли                                                  |
| ------------------------------------ | ------------------- | --------------------------------------------------------------------------------- | ----------------------------------------------------- | ----------------------------------------------------- |
| Лучший фильм                         | Лучший фильм        | • «Афера» (реж. Дэвид Дхаван, прод. Пахладж Нихалани)                             | • «Афера» (реж. Дэвид Дхаван, прод. Пахладж Нихалани) | • «Афера» (реж. Дэвид Дхаван, прод. Пахладж Нихалани) |
| Лучший фильм                         | Лучший фильм        | • «Игра со смертью» (реж. Аббас и Мастан Бурмавалла, прод. Ганеш Джайн)           |                                                       |                                                       |
| Лучший фильм                         | Лучший фильм        | • «Свидетельница» (реж. Раджкумар Сантоши, прод. Али и Карим Морани, Банти Сурма) |                                                       |                                                       |
| Лучший фильм                         | Лучший фильм        | • «Навстречу любви» (реж. Махеш Бхатт, прод. Тахир Хуссейн)                       |                                                       |                                                       |
| Лучший фильм                         | Лучший фильм        | • «Khalnayak» (реж. и прод. Субхаш Гхай)                                          |                                                       |                                                       |
| Лучшая режиссёрская работа           |                     | • Дэвид Дхаван                                                                    | «Афера»                                               | «Афера»                                               |
| Лучшая режиссёрская работа           | • Махеш Бхатт       | «Навстречу любви»                                                                 | «Навстречу любви»                                     |                                                       |
| Лучшая режиссёрская работа           | • Раджкумар Сантоши | «Свидетельница»                                                                   | «Свидетельница»                                       |                                                       |
| Лучшая режиссёрская работа           | • Субхаш Гхай       | «Khalnayak»                                                                       | «Khalnayak»                                           |                                                       |
| Лучшая режиссёрская работа           | • Яш Чопра          | «Жизнь под страхом»                                                               | «Жизнь под страхом»                                   |                                                       |
| Лучшая мужская роль                  |                     | • Аамир Хан                                                                       | «Навстречу любви»                                     | Рахул Малхотра                                        |
| Лучшая мужская роль                  | • Шахрух Хан        | «Игра со смертью»                                                                 | Аджай Шарма / Викки Малхотра                          |                                                       |
| Лучшая мужская роль                  | • Шахрух Хан        | «Сезон любви»                                                                     | Сунил                                                 |                                                       |
| Лучшая мужская роль                  | • Говинда           | «Афера»                                                                           | Бунну, его кузен Гауришанкар                          |                                                       |
| Лучшая мужская роль                  | • Джеки Шрофф       | «Gardish»                                                                         | Шива Сатхе                                            |                                                       |
| Лучшая мужская роль                  | • Санджай Датт      | «Khalnayak»                                                                       | Балрам Прасад                                         |                                                       |
| Лучшая женская роль                  |                     | • Димпл Кападия                                                                   | «Плакальщица»                                         | плакальщица Шаничари                                  |
| Лучшая женская роль                  | • Джухи Чавла       | «Навстречу любви»                                                                 | Вайджаянти Айер                                       |                                                       |
| Лучшая женская роль                  | • Мадхури Дикшит    | «Khalnayak»                                                                       | Ганготри «Ганга» Деви                                 |                                                       |
| Лучшая женская роль                  | • Минакши Шешадри   | «Свидетельница»                                                                   | Дамини Гупта                                          |                                                       |
| Лучшая женская роль                  | • Шридеви           | «Сбившиеся с пути»                                                                | Рошни Чадха                                           |                                                       |
| Лучшая мужская роль второго плана    |                     | • Амриш Пури                                                                      | «Gardish»                                             | Пушотам Кашинат Сатхе                                 |
| Лучшая мужская роль второго плана    | • Джеки Шрофф       | «Khalnayak»                                                                       | Рам Кумар Синха                                       |                                                       |
| Лучшая мужская роль второго плана    | • Санни Деол        | «Свидетельница»                                                                   | Говинд                                                |                                                       |
| Лучшая мужская роль второго плана    | • Нана Патекар      | «Триколор»                                                                        | Шиваджирао Вагле                                      |                                                       |
| Лучшая мужская роль второго плана    | • Насируддин Шах    | «Между двух огней»                                                                | Амар Верма                                            |                                                       |
| Лучшая женская роль второго плана    |                     | • Амрита Сингх                                                                    | «Любовный треугольник»                                | Рома Матхур                                           |
| Лучшая женская роль второго плана    | • Ану Агарвал       | «Khal-Naaikaa»                                                                    | Киран / Анурадха Бакши                                |                                                       |
| Лучшая женская роль второго плана    | • Димпл Кападия     | «Gardish»                                                                         | Шанти                                                 |                                                       |
| Лучшая женская роль второго плана    | • Ракхи Гулзар      | «Anari»                                                                           | Савитри                                               |                                                       |
| Лучшая женская роль второго плана    | • Шилпа Шетти       | «Игра со смертью»                                                                 | Сима Чопра                                            |                                                       |
| Лучшее исполнение комической роли    |                     | • Анупам Кхер                                                                     | «Жизнь под страхом»                                   | Виджай Авастхи                                        |
| Лучшее исполнение комической роли    | • Анупам Кхер       | «Shreemaan Aashique»                                                              | профессор Вишвамитра                                  |                                                       |
| Лучшее исполнение комической роли    | • Джонни Левер      | «Игра со смертью»                                                                 | Бабу Лал                                              |                                                       |
| Лучшее исполнение комической роли    | • Кадер Хан         | «Афера»                                                                           | Хасмукх Рай, Нилкантх Рай                             |                                                       |
| Лучшее исполнение отрицательной роли |                     | • Амриш Пури                                                                      | «Свидетельница»                                       | адвокат Индраджит Чаддха                              |
| Лучшее исполнение отрицательной роли | • Гулшан Гровер     | «Между двух огней»                                                                | главарь банды Чхаппан «Джимми» Тикли                  |                                                       |
| Лучшее исполнение отрицательной роли | • Пареш Равал       | «Между двух огней»                                                                | главарь банды-конкурента Велджибхай                   |                                                       |
| Лучшее исполнение отрицательной роли | • Радж Баббар       | «Dalaal»                                                                          | Джагганатх Трипатхи                                   |                                                       |
| Лучшее исполнение отрицательной роли | • Шахрух Хан        | «Жизнь под страхом»                                                               | Рахул Мехра                                           |                                                       |
| Лучший дебют                         |                     | • Саиф Али Хан                                                                    | «Влюбленный бродяга»                                  | Джимми / Ракеш Раджпал                                |
| Lux New Face of the Year             |                     | • Мамта Кулкарни                                                                  | «Влюбленный бродяга»                                  | Джоти                                                 |

### Музыкальные премии
| Категории                       | Фото лауреатов          | Лауреаты и номинанты | Фильмы                            | Песни                 |
| ------------------------------- | ----------------------- | -------------------- | --------------------------------- | --------------------- |
| Лучшая музыка к песне           |                         | • Ану Малик          | «Игра со смертью»                 | «Игра со смертью»     |
| Лучшая музыка к песне           | • Бхупен Хазарика       | «Плакальщица»        | «Плакальщица»                     |                       |
| Лучшая музыка к песне           | • Лаксмикант-Пьярелал   | «Khalnayak»          | «Khalnayak»                       |                       |
| Лучшая музыка к песне           | • Надим-Шраван          | «Навстречу любви»    | «Навстречу любви»                 |                       |
| Лучшая музыка к песне           | • Шив-Хари              | «Жизнь под страхом»  | «Жизнь под страхом»               |                       |
| Лучшие слова к песне            |                         | • Ананд Бакши        | «Khalnayak»                       | «Choli Ke Peeche»     |
| Лучшие слова к песне            | • Ананд Бакши           | «Жизнь под страхом»  | «Jadu Teri Nazar»                 |                       |
| Лучшие слова к песне            | • Дев Кохли             | «Игра со смертью»    | «Yeh Kaali Kaali Ankhen»          |                       |
| Лучшие слова к песне            | • Гулзар                | «Плакальщица»        | «Dil Hum Hum»                     |                       |
| Лучшие слова к песне            | • Самир                 | «Навстречу любви»    | «Ghunghat Ke Aad Se Dilbar Ka»    |                       |
| Лучший мужской закадровый вокал |                         | • Кумар Сану         | «Игра со смертью»                 | «Baazigar O Baazigar» |
| Лучший мужской закадровый вокал | • Кумар Сану            | «Игра со смертью»    | «Yeh Kaali Kaali Aankhen»         |                       |
| Лучший мужской закадровый вокал | • Удит Нараян           | «Жизнь под страхом»  | «Jadu Teri Nazar»                 |                       |
| Лучший мужской закадровый вокал | • Удит Нараян           | «Anari»              | «Phoolon Sa Chehra Tera»          |                       |
| Лучший мужской закадровый вокал | • Винод Ратход          | «Khalnayak»          | «Nayak Nahin Kahlnayak Hoon Mein» |                       |
| Лучший женский закадровый вокал |                         | • Алка Ягник         | «Игра со смертью»                 | «Baazigar»            |
| Лучший женский закадровый вокал | • Алка Ягник            | «Навстречу любви»    | «Hum Hain Rahi Pyar Ke»           |                       |
| Лучший женский закадровый вокал | • Алка Ягник            | «Khalnayak»          | «Paalki Pe Hoke Sawaar»           |                       |
| Лучший женский закадровый вокал | • Алка Ягник и Ила Арун | «Khalnayak»          | «Choli Ke Peeche»                 |                       |

### Премии критиков
| Категории                   | Фото лауреатов              | Лауреаты                                                 | Фильмы                                                   | Роли                                                     |
| --------------------------- | --------------------------- | -------------------------------------------------------- | -------------------------------------------------------- | -------------------------------------------------------- |
| Лучший художественный фильм | Лучший художественный фильм | • «Сезон любви» (реж. Кундан Шах, прод. Викрам Мехротра) | • «Сезон любви» (реж. Кундан Шах, прод. Викрам Мехротра) | • «Сезон любви» (реж. Кундан Шах, прод. Викрам Мехротра) |
| Лучшая роль                 |                             | • Шахрух Хан                                             | «Сезон любви»                                            | Сунил                                                    |
| Лучший документальный фильм | Лучший документальный фильм | • «I Live in Behrampada» (реж. Мадхушри Дутта)           | • «I Live in Behrampada» (реж. Мадхушри Дутта)           | • «I Live in Behrampada» (реж. Мадхушри Дутта)           |

### Технические премии
| Категории                            | Лауреаты                                    | Фильмы                          |
| ------------------------------------ | ------------------------------------------- | ------------------------------- |
| Лучшая постановка боевых сцен        | • Тьягараджан                               | «Gardish»                       |
| Лучший диалог                        | • профессор Джай Диксит                     | «Между двух огней»              |
| Лучший монтаж                        | • Гопалакришнан                             | «Gardish»                       |
| Лучший сюжет                         | • Сутану Гупта                              | «Свидетельница»                 |
| Лучший сценарий                      | • Робин Бхатт, Джавед Сиддики, Акаш Кхурана | «Игра со смертью»               |
| Лучшая операторская работа           | • Манмохан Сингх                            | «Жизнь под страхом»             |
| Лучшая хореография                   | • Сародж Хан                                | «Khalnayak» — «Choli Ke Peeche» |
| Лучший звук                          | • Ракеш Ранджан                             | «Свидетельница»                 |
| Лучшая работа художника-постановщика | • Сабу Сирил                                | «Gardish»                       |

## Наибольшее количество номинаций и побед
- «Khalnayak» – 11 (2)
- «Игра со смертью» – 10 (4)
- «Свидетельница» – 7 (4)
- «Навстречу любви» – 7 (3)
- «Жизнь под страхом» – 7 (2)